# Boldogasszonyfa
Boldogasszonyfa là một thị trấn thuộc hạt Baranya, Hungary. Thị trấn này có diện tích 17,22 km², dân số năm 2010 là 427 người, mật độ 25 người/km².